# Jocelyn-Inseln
Die Jocelyn-Inseln sind eine Inselgruppe vor der Mawson-Küste des ostantarktischen Mac-Robertson-Lands. Sie liegen zwischen den Flat Islands und den Rouse-Inseln im östlichen Abschnitt der Holme Bay und werden durch die Kista Strait von der Festlandküste getrennt.
Norwegische Kartografen kartierten sie anhand von Luftaufnahmen, die bei der Lars-Christensen-Expedition 1936/37 entstanden. Sie benannten sie überdies als Meholmane (norwegisch für Mittelinseln). Teilnehmer einer Kampagne im Rahmen der Australian National Antarctic Research Expeditions benannten sie dagegen nach der australischen Rundfunkjournalistin Jocelyn Terry (später verheiratete Evans, 1929–2007), die für Radio Australia einige Jahre lang Nachrichten und Mitteilungen von und nach Antarktika sendete.